# In Our Time
In Our Time (ang. Nasze czasy) – cykliczna, popularnonaukowa audycja radiowa nadawana przez brytyjską stację radiową BBC Radio 4 od 15 października 1998. Prowadzącym program jest dziennikarz, autor i parlamentarzysta Melvyn Bragg.
W programie In Our Time poruszane są tematy z szeroko rozumianej historii cywilizacji. Są to różnorodne zagadnienia z historii, filozofii, sztuk pięknych, nauk ścisłych, społecznych i przyrodniczych.
Do każdej audycji Melvyn Bragg zaprasza 3 ekspertów, często są to profesorowie lub eksperci z wiodących uczelni wyższych w Wielkiej Brytanii, np. uniwersytetów w Oksfordzie i Cambridge. Seria ukazuje się co tydzień przez cały rok z przerwą letnią (lipiec-wrzesień) 8 do 10 tygodni.
Od 2004 na serwerze BBC dostępne są strony internetowe dotyczące bieżącego programu i wersji archiwalnych. Można przez internet posłuchać tych audycji w postaci strumieniowej, a od 2011 wszystkie audycje dostępne są jako podcasty w formacie MP3.
Program jest jednym z udanych przedsięwzięć BBC, „zmienił sposób przedstawiania poważnych zagadnień w porze największej słuchalności”. W 2005 r. słuchacze audycji zostali zaproszenia do wzięcia udziału w ankiecie „Największy filozof w historii”. Filozof, który okaże się zwycięzcą, miał stać się tematem ostatniej audycji przed wakacjami. Oddano 30 tys. głosów, zwyciężył Karl Marx z 27,9% głosów, kolejne miejsca zajęli: David Hume (12,7%), Ludwig Wittgenstein (6,8%), Friedrich Nietzsche (6,5%), Platon (5,6%), Immanuel Kant (5,6%), Tomasz z Akwinu (4,8%), Sokrates (4,8%), Arystoteles (4,5%) i Karl Popper (4,2%).